# Effet Mohring
 (janvier 2009).
Si vous disposez d'ouvrages ou d'articles de référence ou si vous connaissez des sites web de qualité traitant du thème abordé ici, merci de compléter l'article en donnant les références utiles à sa vérifiabilité et en les liant à la section « Notes et références ».
L'effet Mohring est une propriété des systèmes de transport illustrant les rendements d'échelle.
Lorsque, sur un trajet donné, les moyens de transport (par exemple des bus) augmentent en quantité en fonction de la demande, plus la fréquentation augmente, plus la fréquence de ce moyen de transport augmente. Et par voie de conséquence, plus le temps d'attente entre deux se verra diminuée. En résumé : plus de fréquentation = moins d'attente, ce qui peut paraître au premier abord paradoxal.
L’appellation de cet effet vient de l'économiste qui l’a étudié, Herbert Mohring.